# Štivica
Štivica je naseljeno mjesto u Republici Hrvatskoj u općini Staro Petrovo Selo u Brodsko-posavskoj županiji.

## Župna crkva
U Štivica se nalazi župna crkva Svete Marije Magdalene, te je dio Novokapelačkog dekanata Požeške biskupije.

## Zemljopis
Štivica se nalazi u Crnac polju oko 20 km istočno od Nove Gradiške, 6 km jugoistočno od Starog Petrovog Sela, susjedna naselja su Komarnica na istoku, te Davor na jugu.

## Stanovništvo
Prema popisu stanovništva iz 2011. godine Štivica je imala 586 stanovnika. 
| broj stanovnika | 1037  | 1016  | 926   | 993   | 1022  | 1252  | 1280  | 1298  | 1304  | 1330  | 1328  | 1226  | 1045  | 861   | 785   | 586   | 421   |
|                 | 1857. | 1869. | 1880. | 1890. | 1900. | 1910. | 1921. | 1931. | 1948. | 1953. | 1961. | 1971. | 1981. | 1991. | 2001. | 2011. | 2021. |

## Vanjske poveznice
- O Štivici na službenim stranicama Općine Staro Petrovo Selo  Arhivirana inačica izvorne stranice od 29. siječnja 2010. (Wayback Machine)